# Omonadus confucii
Omonadus confucii is een keversoort uit de familie snoerhalskevers (Anthicidae). De wetenschappelijke naam van de soort is voor het eerst geldig gepubliceerd in 1877 door Marseul.